# Kamiranzogera (vattendrag i Bururi)
Kamiranzogera är ett vattendrag i Burundi.   Det ligger i provinsen Bururi, i den centrala delen av landet, 50 kilometer sydost om huvudstaden Bujumbura.
Omgivningarna runt Kamiranzogera är en mosaik av jordbruksmark och naturlig växtlighet. Runt Kamiranzogera är det ganska tätbefolkat, med 166 invånare per kvadratkilometer.